# Sulzbach (Billigheim)
Sulzbach (ⓘ) ist ein Ortsteil und Dorf der Gemeinde Billigheim im Neckar-Odenwald-Kreis des nördlichen Baden-Württembergs in der Landschaft Bauland.

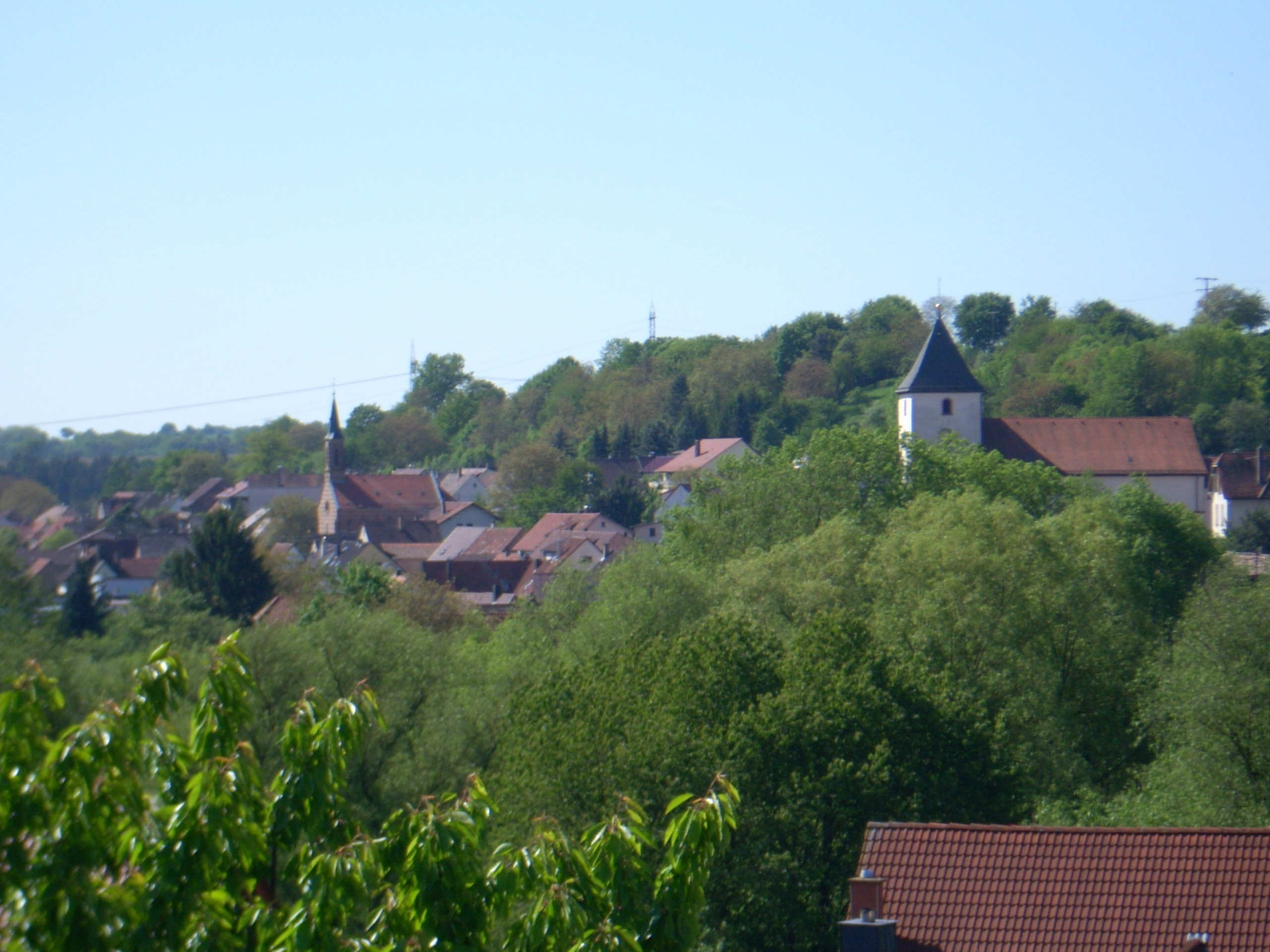
Ortskern von Sulzbach

## Geographie
Sulzbach liegt im Tal des Sulzbachs, der im Dorf aus seinen beiden langen Oberläufen Moostalbächle und Fernichbächle zusammenfließt und es dann südostwärts verlässt.
Die Ortsmitte der Kreisstadt Mosbach ist etwa 51⁄2 km westlich entfernt, die Orte Neckarburken und Dallau der Gemeinde Elztal liegen etwa 41⁄2 km nordwestlich bzw. nordnordwestlich, der Gemeindesitz Billigheim liegt weniger als 3 km im Osten und das ebenfalls zu Billigheim gehörende Dorf Allfeld etwa ebensoweit im Südosten an der Mündung des Sulzbachs in die Schefflenz (jeweils in Luftlinie).
Zu Sulzbach gehören neben dem Kernort auch die vier in Richtung Mosbach gelegenen Talhöfe.

## Geschichte
Im Lorscher Codex wurde Sulzbach in einer Schenkungsurkunde aus dem Jahr 775 erwähnt. Der Ort wechselte häufig den Besitzer. Über den Deutschen Orden (um 1200) und verschiedene Stifte und Ritter kam der Ort 1526 an die Kurpfalz, in deren Kellerei Lohrbach er bis zum Ende des Heiligen Römischen Reiches 1803 verblieb. Mit den mehrfachen Konfessionswechseln der Kurpfalz mussten die Untertanen innerhalb von 130 Jahren zehnmal ihre Konfession ändern. Nach dem Ende der Kurpfalz wurde der Ort 1803 Bestandteil des Fürstentums Leiningen und ab 1806 des Großherzogtums Baden.
Am 1. Februar 1974 wurde Sulzbach nach Billigheim eingemeindet.

## Wappen
Die Blasonierung lautet: In Rot eine goldene Blattkrone, besetzt mit roten und blauen Steinen.

## Religionen
Die Mehrheit der Bevölkerung ist römisch-katholisch. Es gibt eine katholische Pfarrgemeinde in Sulzbach, die Teil der Seelsorgeeinheit Billigheim-Schefflenz ist.
Als einziger Ortsteil der Gemeinde Billigheim war Sulzbach Teil der Kurpfalz. Daher gibt es hier den größten Anteil evangelisch-reformierter Einwohner der Gemeinde. In Sulzbach sitzt auch deren evangelische Kirchengemeinde mit dem evangelischen Gemeindehaus und Pfarramt.

## Sehenswürdigkeiten
In der Ortsmitte steht die katholische Kirche St. Martin, ein einschiffiger klassizistischer Bau und direkt davor das neuzeitliche Rathaus, die evangelische Kirche von 1862 dagegen etwas außerhalb der Ortsmitte. An der Zweigung des Friedhofweges gibt es ein Kriegerdenkmal, das an die gefallenen Soldaten beider Weltkriege erinnert. Auf dem Dorfplatz finden mehrmals im Jahr öffentliche Veranstaltungen statt.

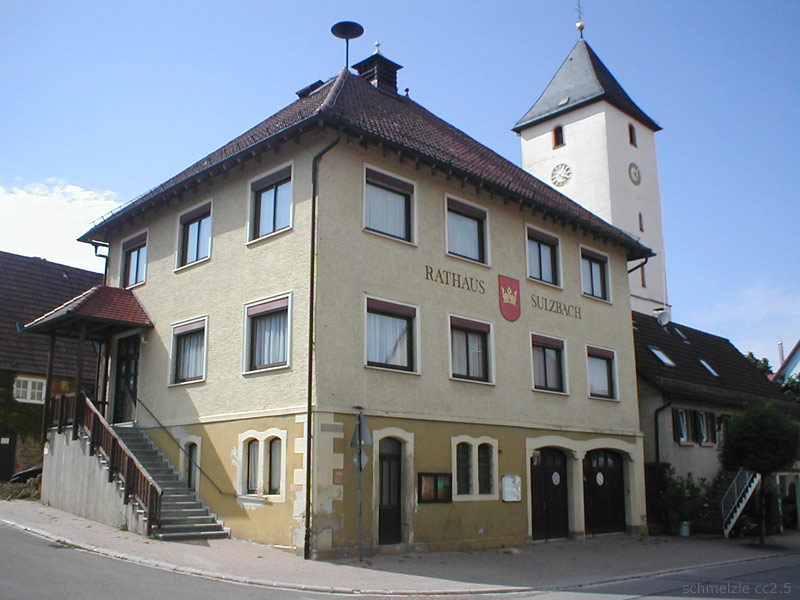
Rathaus
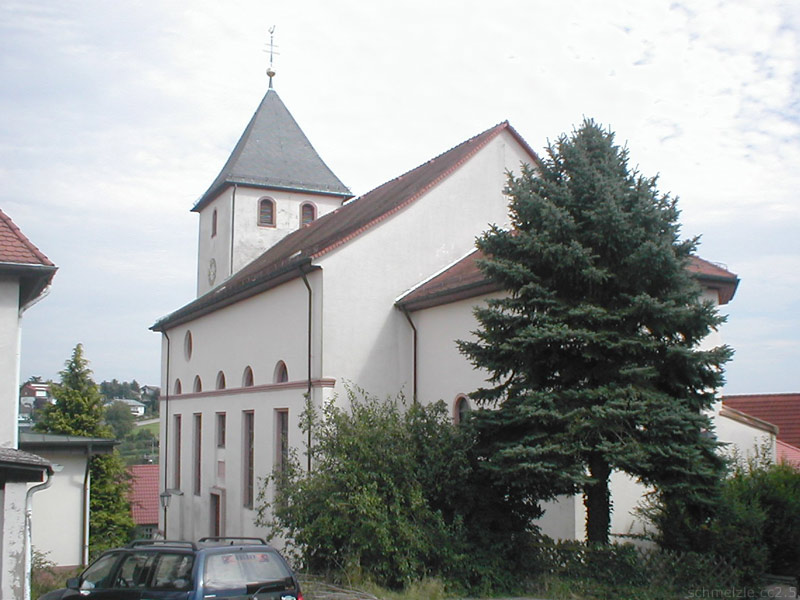
Kath. Kirche
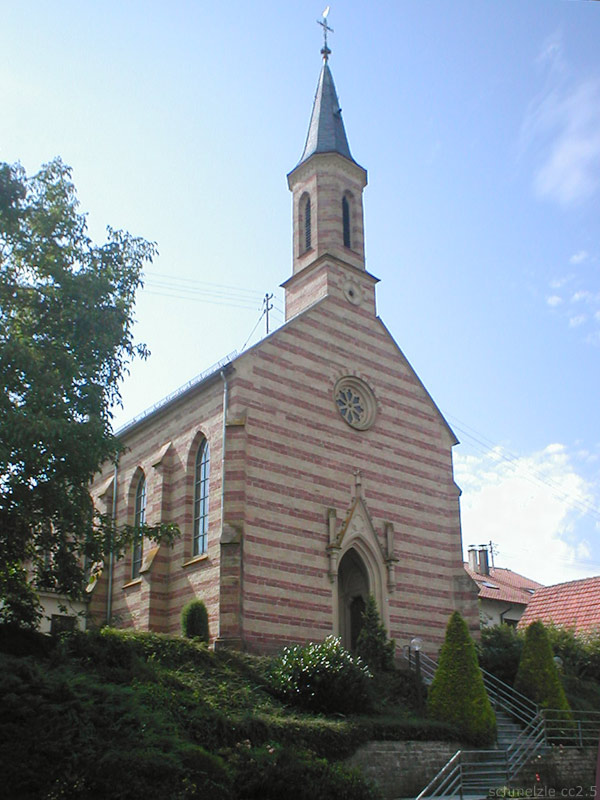
Ev. Kirche
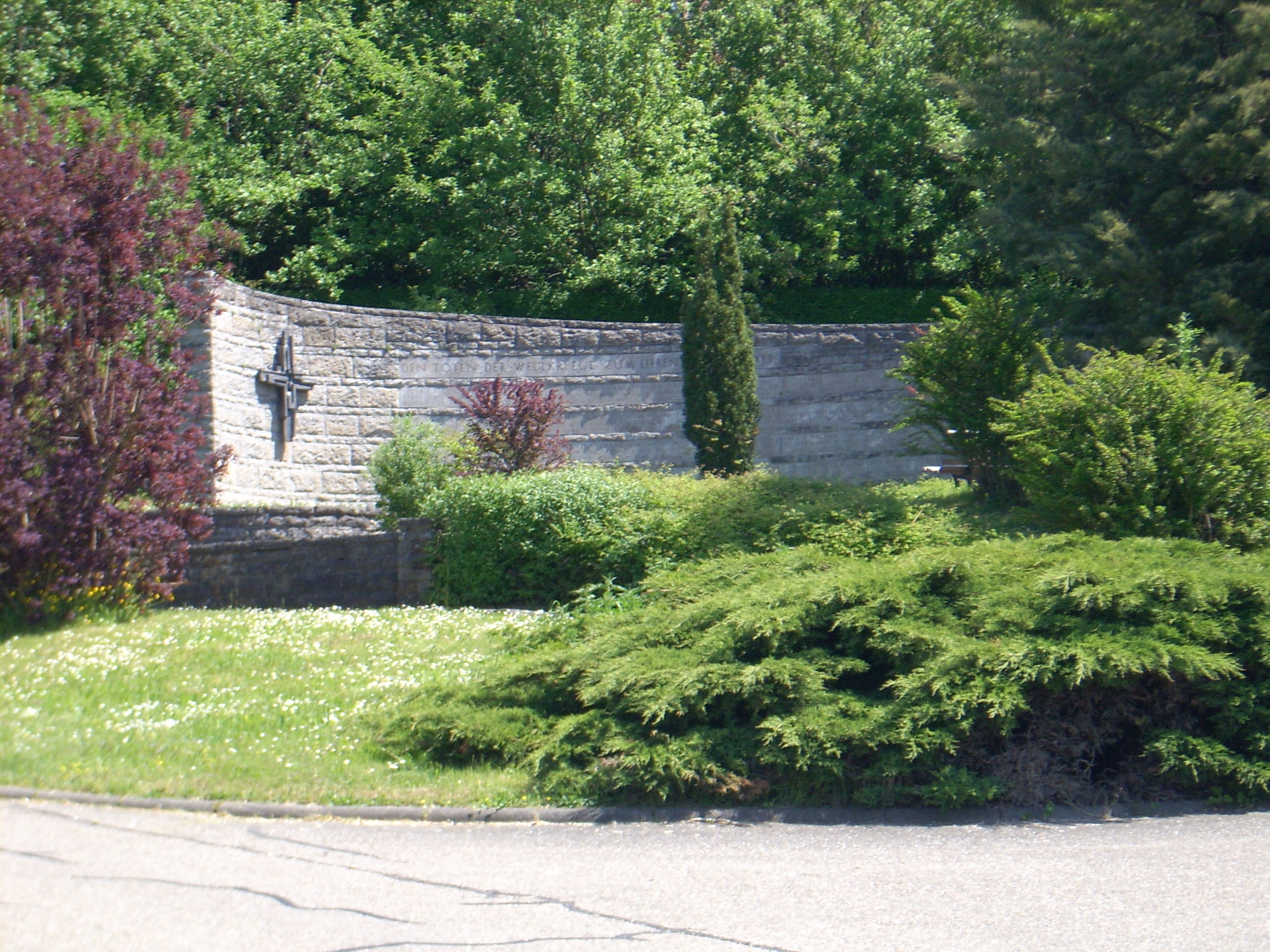
Kriegerdenkmal
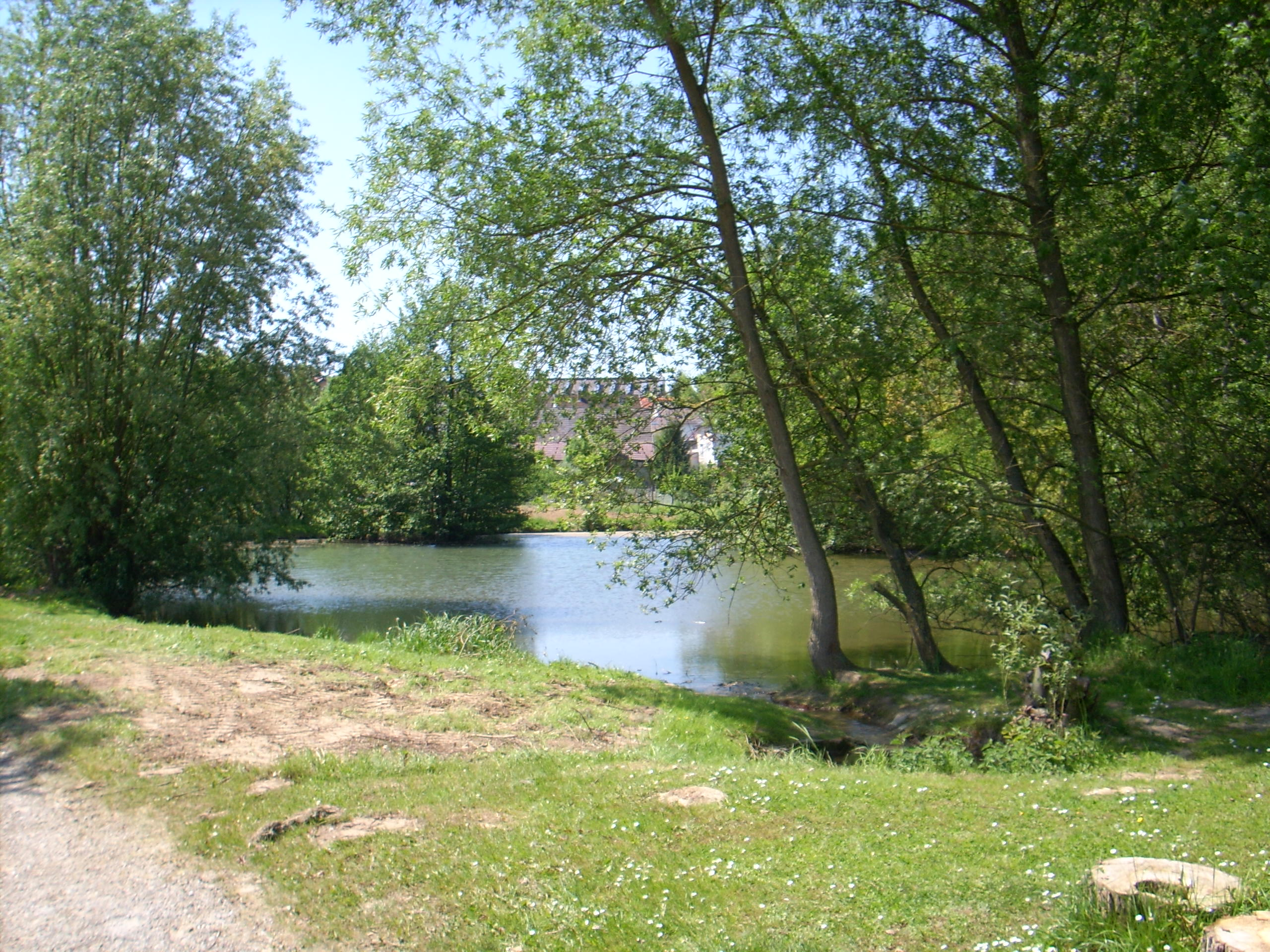
Dorfteich
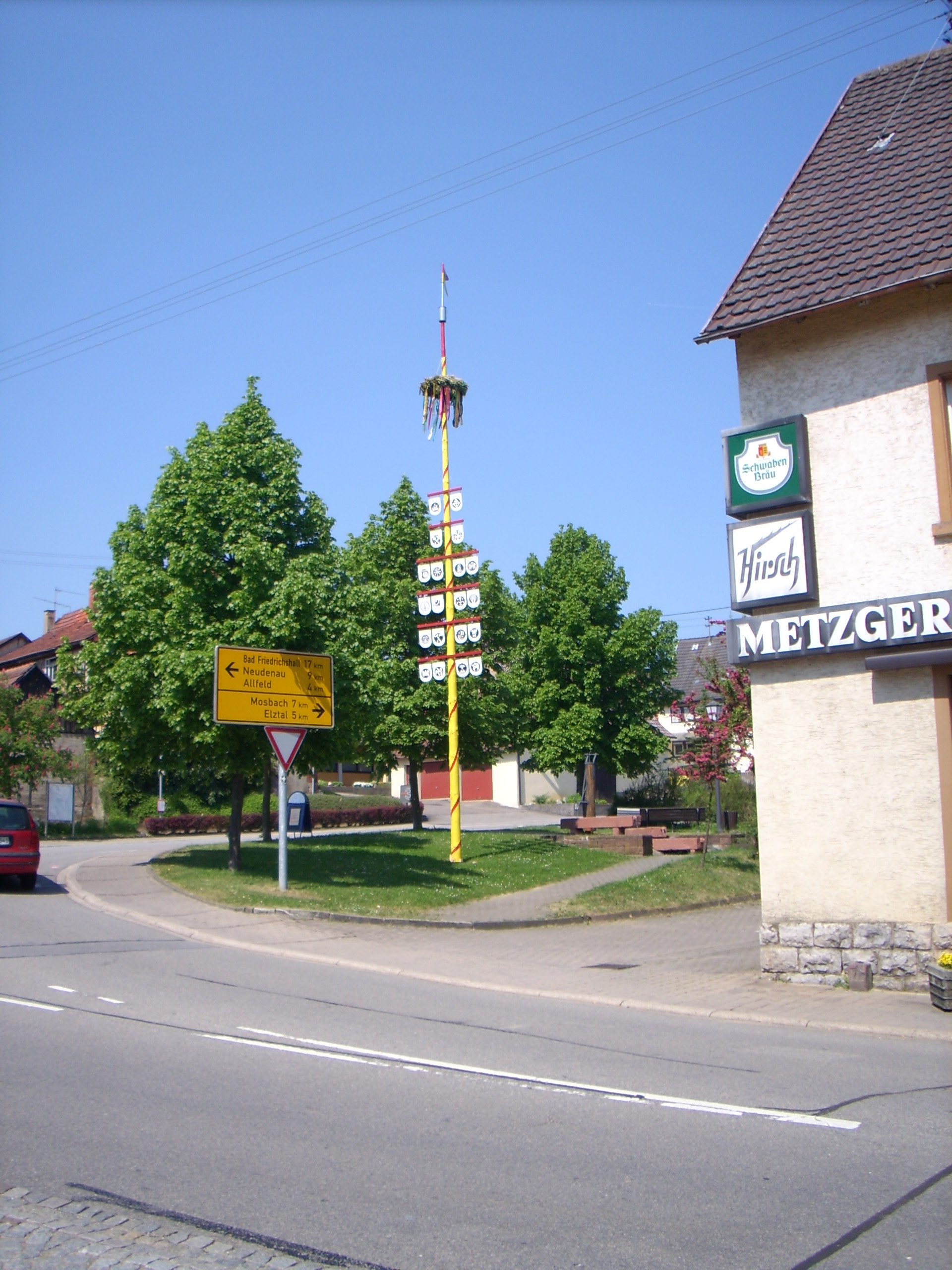
Dorfplatz mit Maibaum

Nordöstlich des Ortskerns liegt ein etwa 0,3 ha großer See mit reicher Fauna weniger als 200 Meter entfernt von einem Kreuzungspunkt einiger Radwege. Am Gewässer gibt es Sitzgelegenheiten, sein überschüssiges Wasser läuft über das Fernichbächle in den Sulzbach ab.

## Bildungseinrichtungen
- Grundschule Sulzbach (Klasse 1–4)
- Katholischer Kindergarten Sulzbach